# Strofika
Strofika (od strofa, z řec. strofa) je nauka o strofické kompozici básní, studující skladbu strofy (sloky), její druhy a formy a jejich ustálené samostatné útvary.
V antice se strofy pojmenovávaly podle počtu veršů: distichon, tristich, tetrastich (= kvartet), kvintet, sextet nebo podle jejich tvůrců: alkajská strofa, sapfická strofa) atp. Četné strofy a samostatné strofické útvary rafinované kompozice se odvozují ze středověké trubadúrské poezie románských literatur: Stanca, šestina, ritorno, rondel, rondo, triolet, madrigal, rispet atd.; Sonet, francouzská balada atd.